# ادمزبارو (ایندیانا)
ادمزبارو، ایندیانا (به انگلیسی: Adamsboro, Indiana) در ایالات متحده آمریکا است که در ایندیانا واقع شده‌است.

## خصوصیات
ادمزبارو ۱۹۵٫۰۷ متر بالاتر از سطح دریا واقع شده‌است.